# Laila Ghofran
 (avril 2013).
Si vous disposez d'ouvrages ou d'articles de référence ou si vous connaissez des sites web de qualité traitant du thème abordé ici, merci de compléter l'article en donnant les références utiles à sa vérifiabilité et en les liant à la section « Notes et références ».
Jamila Omar Bouamrout, (en arabe : جميلة عمر بوعمرت), dite Laila Ghofran (en arabe : ليلى غفران) est une chanteuse marocaine née le 19 mars 1961.

## Carrière
La carrière de Laila Ghofran commence dans les années 1980 en Égypte et elle s’élève de 1988 à 1998 comme l’une des divas de la chanson arabe, grâce au soutien de son mari et manager Ibrahim Aakad. Laila Ghofran a,  de ce mariage -le premier parmi de nombreux d’autres-, une fille qu’elle nommera Hiba et qui décède à la suite d'un violent assassinat en compagnie de sa meilleure amie en 2008.
Alors qu’elle aurait pu s’élever encore plus au sommet, Laila s’est longtemps retirée de la chanson durant un peu plus de cinq ans, sans raison apparente. Néanmoins, même si Laila ne paraît plus, ses fans eux continuent de s’accroitre en écoutant ses albums : « Aktar Min Ay Waat » dont sont extraits le single « Asahilhalak » et autres albums y chansons comme « Hobbak Nar », « Bahibak », « Ana Asfa », « Law Hata Hayerfodny El Alam ».

## Discographie

### Albums studio
1. Oyounak Amary (1989)
2. Ya Farha Helly (1990)
3. Ana Asfa (1991)
4. Esaalo El Zorouf (1992)
5. Kol Shea Momken (1993)
6. Haza Ekhtiary (1994)
7. Jabar (1996)
8. Malameh (1997)
9. Saat Al Zaman (1999)
10. Ahow Da El Kalam (2003)
11. Aktar Min Ay Waqt (2005)
12. El Garh Men Naseebi (2009)
13. Ahlamy (2013)

### Singles
1. El Youm El Awel (1982)
2. Raseef Omory (date inconnue)
3. Ya Beladi (1994)
4. El Helm El Arabi (1996)
5. Ya Rab (2000)
6. Ya Hager (2001)
7. Min Hena Wa Rayeh (2006)
8. Heya Di Masr (2009)
9. Qades Arwahom (2011)
10. El Shabab Da (2011)
11. Berahmetak Aweny (2011)
12. Tahet El Hakayek (2013)
13. Bilad El Aman (2015)
14. Enta Maykhtlefsh Aleek Etneen (2016)
15. Aiz Te'ol Haga (2016)
16. Jabni El Gharam (2018)